# Saint-Rémy (Aveyron)
Saint-Rémy é uma comuna francesa na região administrativa de Occitânia, no departamento de Aveyron. Estende-se por uma área de 8,98 km². Em 2010 a comuna tinha 324 habitantes (densidade: 36,1 hab./km²).